# Dimos Alimos
Dimos Alimos (grekiska: Αλίμου) är en kommun i Grekland.   Den ligger i prefekturen Nomarchía Athínas och regionen Attika, i den sydöstra delen av landet, 7 km söder om huvudstaden Aten. Antalet invånare är 41 720.